# Samukawa
Samukawa (寒川町, Samukawa-machi) est un bourg du district de Kōza, dans la préfecture de Kanagawa, au Japon.

## Géographie

### Situation
Samukawa est situé dans la partie centrale de la préfecture de Kanagawa.

### Municipalités limitrophes
| Atsugi    | Ebina     | Fujisawa  |
| Hiratsuka | Samukawa  | Chigasaki |
| Hiratsuka | Chigasaki | Chigasaki |

### Démographie
Au 1er novembre 2013, la population de Samukawa s'élevait à 47 482 habitants répartis sur une superficie de 13,42 km2. Elle était de 48 564 habitants en août 2024.

### Hydrographie
Samukawa est bordé par le fleuve Sagami à l'ouest

### Climat
Samukawa a un climat subtropical humide caractérisé par des étés chauds et des hivers frais avec peu ou pas des chutes de neige. La température moyenne annuelle est de 15,2 °C. La pluviométrie annuelle moyenne est de 1 872 mm, octobre étant le mois le plus humide.

## Histoire
Le village moderne de Samukawa a été créé le 1er avril 1889. Il obtient le statut de bourg en 1940.

## Culture locale et patrimoine
- Samukawa-jinja

## Transports
Samukawa est desservi par la ligne Sagami de la JR East.